# Toyax
Toyax (* 29. November 1981 in Haarlem; bürgerlich Thomas Hoeflaak) ist ein niederländischer Trance-DJ und -Produzent.

## Leben und Karriere
Thomas Hoeflaaks Interesse an der Musik begann 1994, als er mit Trance und Rave in Berührung kam. 1999 baute er sein Musikstudio Wheaton Studios auf. Thomas schickte sein erstes Demo-Tape an Q-Dance für den Qlubtempo Talentraum und erhielt zwei Monate später die Zusage dort aufzulegen. Seitdem spielte er auf Events wie Nature One (zum 10. Mal seit 2007), Electronic Family (2015 bis 2017), Defqon.1 Amsterdam Dance Event,Symbols in Madrid und über 350 weiteren Partys in Deutschland, Belgien, Luxemburg, Frankreich und in den Niederlanden neben Größen wie Tiesto, Paul van Dyk, Armin van Buuren, Carl Cox, Ferry Corsten und vielen mehr.
2008 erschien seine erste Produktion Just Before I Left auf dem Label Tektra Music.

## Trivia
- Seinem Vorbild Marino Stephano, der auf dem Weg zu M.I.K.E. aufgrund eines Autounfalls verstarb, widmet DJ Toyax den Track Never (Rest In Peace Stéphane Mix).

## Produktionen (Auswahl)
- 2008: Just Before I Left (vs. Jimmy Santano)
- 2017: Melody Is Everywhere
- 2018: The Epitome Of Emotions
- 2018: It's All About Love
- 2018: Dreaming Of Summer (vs. Alexey Polozok)
- 2018: Waiting For The Summer / Heaven's Tears
- 2018: Summer Memories (vs. Terry Bones)
- 2018: Azaela (vs. Madwave)
- 2020: My Love Of My Life (with MakeFlame)